# Hrastje, Šentjur
Hrastje je naselje v Občini Šentjur.